# Bob az 1998. évi téli olimpiai játékokon
Az 1998. évi téli olimpiai játékokon a bob versenyszámait Naganóban rendezték meg február 14. és 21. között. A férfiaknak két versenyszámban osztottak érmeket.

## Éremtáblázat
(Az egyes számoszlopok legmagasabb értéke, vagy értékei vastagítással kiemelve.)
| Az 1998. évi téli olimpiai játékok éremtáblázata bobban | Az 1998. évi téli olimpiai játékok éremtáblázata bobban | Az 1998. évi téli olimpiai játékok éremtáblázata bobban | Az 1998. évi téli olimpiai játékok éremtáblázata bobban | Az 1998. évi téli olimpiai játékok éremtáblázata bobban | Olimpia  |
| ------------------------------------------------------- | ------------------------------------------------------- | ------------------------------------------------------- | ------------------------------------------------------- | ------------------------------------------------------- | -------- |
|                                                         | Ország                                                  | Arany                                                   | Ezüst                                                   | Bronz                                                   | Összesen |
| 1.                                                      | Németország (GER)                                       | 1                                                       | 0                                                       | 1                                                       | 2        |
| 2.                                                      | Kanada (CAN)                                            | 1                                                       | 0                                                       | 0                                                       | 1        |
| 2.                                                      | Olaszország (ITA)                                       | 1                                                       | 0                                                       | 0                                                       | 1        |
|                                                         |                                                         |                                                         |                                                         |                                                         |          |
| 4.                                                      | Svájc (SUI)                                             | 0                                                       | 1                                                       | 0                                                       | 1        |
|                                                         |                                                         |                                                         |                                                         |                                                         |          |
| 5.                                                      | Franciaország (FRA)                                     | 0                                                       | 0                                                       | 1                                                       | 1        |
| 5.                                                      | Nagy-Britannia (GBR)                                    | 0                                                       | 0                                                       | 1                                                       | 1        |
|                                                         |                                                         |                                                         |                                                         |                                                         |          |
| Összesen                                                | Összesen                                                | 3                                                       | 1                                                       | 2                                                       | 6        |

## Részt vevő nemzetek
A versenyeken 28 nemzet 153 sportolója vett részt.
- Amerikai Virgin-szigetek (ISV) (6)
- Ausztrália (AUS) (4)
- Ausztria (AUT) (8)
- Bosznia-Hercegovina (BIH) (5)
- Csehország (CZE) (5)
- Egyesült Államok (USA) (8)
- Franciaország (FRA) (5)
- Görögország (GRE) (4)
- Írország (IRL) (5)
- Jamaica (JAM) (6)
- Japán (JPN) (9)
- Kanada (CAN) (8)
- Lengyelország (POL) (4)
- Lettország (LAT) (6)
- Magyarország (HUN) (4)
- Monaco (MON) (4)
- Nagy-Britannia (GBR) (7)
- Németország (GER) (9)
- Norvégia (NOR) (4)
- Olaszország (ITA) (8)
- Oroszország (RUS) (6)
- Puerto Rico (PUR) (5)
- Románia (ROU) (6)
- Svájc (SUI) (10)
- Tajvan (TPE) (4)
- Trinidad és Tobago (TRI) (2)
- Új-Zéland (NZL) (2)
- Ukrajna (UKR) (2)

## Érmesek
Kettesben holtverseny született, ezért két aranyérmet osztottak ki, ezüstérmes nem volt. Négyesben a második futamot törölték, ezért a másik három futam összesített eredménye alapján hirdettek végeredményt.
| Az 1998. évi téli olimpiai játékok érmesei bobban |                                                                                       |         |                                                                          |              |                                                                                  |         |
| Versenyszám                                       | Arany                                                                                 | Arany   | Ezüst                                                                    | Ezüst        | Bronz                                                                            | Bronz   |
| Kettes                                            | Olaszország (ITA) · Günther Huber · Antonio Tartaglia                                 | 3:37,24 | nem adták ki                                                             | nem adták ki | Németország (GER) · Christoph Langen · Markus Zimmermann                         | 3:37,89 |
| Kettes                                            | Kanada (CAN) · Pierre Lueders · Dave MacEachern                                       | 3:37,24 | nem adták ki                                                             | nem adták ki | Németország (GER) · Christoph Langen · Markus Zimmermann                         | 3:37,89 |
| Négyes                                            | Németország (GER) · Christoph Langen · Markus Zimmermann · Marco Jakobs · Olaf Hampel | 2:39,41 | Svájc (SUI) · Marcel Rohner · Markus Nüssli · Markus Wasser · Beat Seitz | 2:40,01      | Nagy-Britannia (GBR) · Sean Olsson · Dean Ward · Courtney Rumbolt · Paul Attwood | 2:40,06 |